# Jan Lenica
Jan Lenica (né le 4 janvier 1928 à Poznań et mort le 5 octobre 2001 à Berlin) est un affichiste polonais, scénariste, critique d'art, réalisateur de films d'animation. 
Lenica fut, comme Roman Cieslewicz, un des personnages centraux de l'École polonaise de l'affiche. Ayant réalisé de nombreux films d'animation, dont plusieurs avec Walerian Borowczyk, Lenica devint le pionnier du "cinéma de l'absurde" (à l'instar du théâtre de l'absurde d'Ionesco). 

## Filmographie
- 1950 : Il était une fois
- 1957 : Les Sentiments récompensés
- 1958 : La Maison
- 1959 : Monsieur Tête (réalisé en France avec Henri Gruel)
- 1961 : Ganko le musicien
- 1962 : Le Labyrinthe
- 1965 : A
- 1979 : Ubu et la Grande Gidouille